# Hafenstraße 13 (Stralsund)

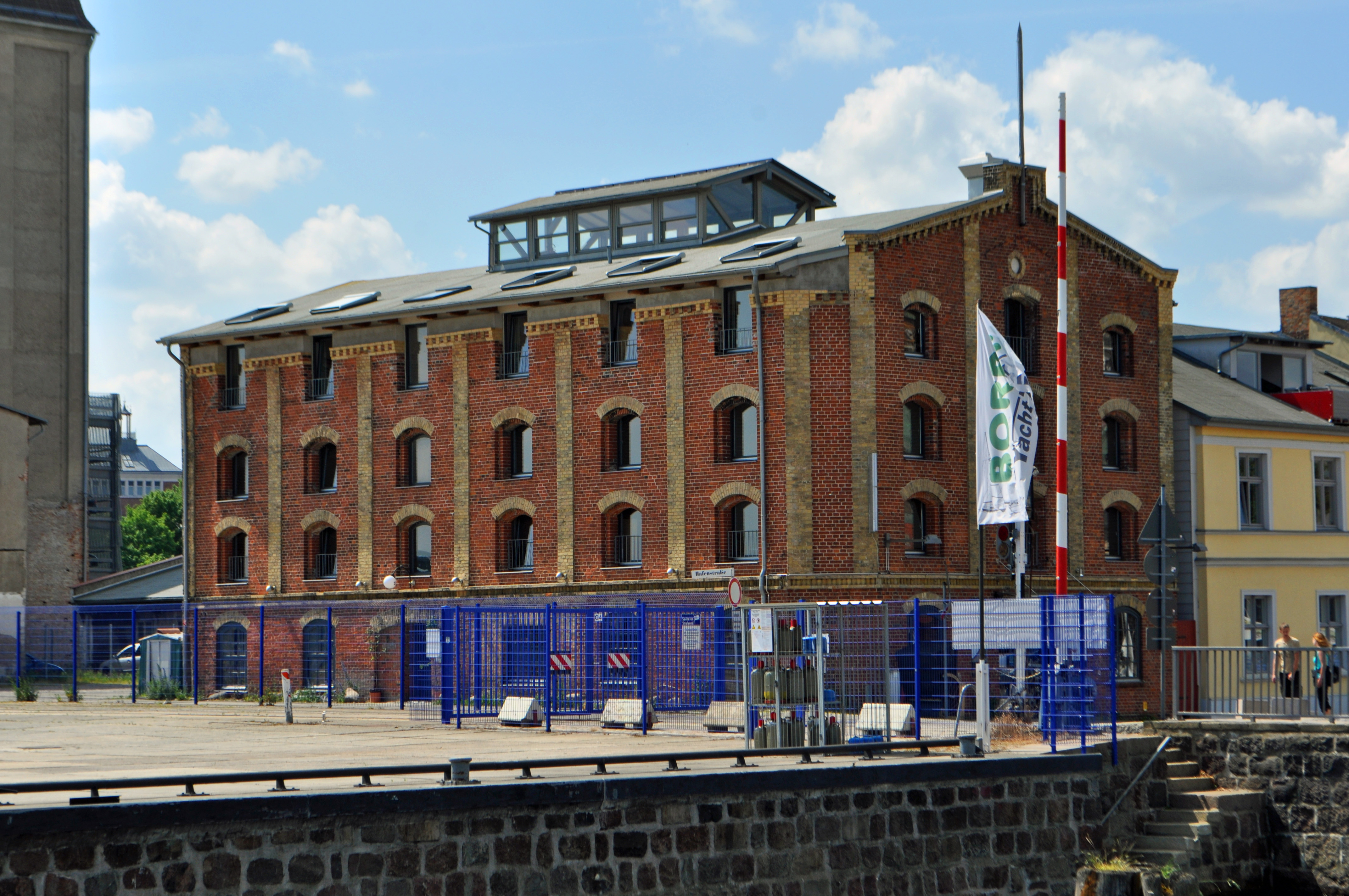
Das Haus Hafenstraße 13 in Stralsund (2013)

Das Gebäude mit der postalischen Adresse Hafenstraße 13 ist ein denkmalgeschütztes Bauwerk im Hafen der Stadt Stralsund in der Hafenstraße an der Ecke zur Straße Am Querkanal.
Das viergeschossige Gebäude aus rotem Backstein mit  einem flachen Satteldach wurde gegen Ende des 19. Jahrhunderts errichtet und von C. A. Beug als Silo für Getreide genutzt.
Zum Querkanal hin ist ein flacher Giebel ausgebildet. Mit gelbem Backstein sind eine Lisenengliederung in den Obergeschossen, die Segmentbögen der Lukenöffnungen und das “Deutsche Band” über dem Erdgeschoss auf der sonst roten Fassade abgesetzt.
Das Haus liegt im Randgebiet des von der UNESCO als Weltkulturerbe anerkannten Stadtgebietes des Kulturgutes „Historische Altstädte Stralsund und Wismar“. In die Liste der Baudenkmale in Stralsund ist es mit der Nummer 850 eingetragen.
Nach einer umfangreichen Sanierung des stark beschädigten Gebäudes in den 2010er Jahren wird das Haus als Hotel (“Alter Hafenspeicher”) genutzt.